# IC 3542
IC 3542 је спирална галаксија у сазвјежђу Дјевица која се налази на листи објеката дубоког неба у Индекс каталогу.
Деклинација објекта је + 11° 40' 0" а ректасцензија 12h 35m 41,2s. Привидна величина (магнитуда) објекта IC 3542 износи 14,8 а фотографска магнитуда 15,6. IC 3542 је још познат и под ознакама CGCG 70-181, VCC 1633, PGC 41970.